# Theloderma
Theloderma is een geslacht van kikkers uit de familie schuimnestboomkikkers (Rhacophoridae). De groep werd voor het eerst wetenschappelijk beschreven door Johann Jakob von Tschudi in 1838.
Alle soorten komen voor in delen van Azië en leven in de landen en deelgebieden Borneo, China, India, Malakka, Myanmar, Sri Lanka en Sumatra. De verschillende soorten worden gekenmerkt door een zeer ruwe huid en relatief lange tenen met goed ontwikkelde hechtschijven. Een aantal soorten imiteert mos door de ruwe huid en de complexe kleuren. Andere soorten hebben een bruine kleur met witte vlekken, deze soorten lijken sprekend op vogelpoep. 
Er zijn tegenwoordig 26 verschillende soorten, het aantal soorten is in het verleden regelmatig veranderd en meestal komen er nieuw ontdekte soorten bij. In 2001 bijvoorbeeld werden twee nieuwe soorten beschreven en de soorten Theloderma bambusicolum en Theloderma chuyangsinense werden een jaar later beschreven. Soms worden er echter ook soorten hernoemd naar andere geslachten. De soorten Theloderma annae en Theloderma lacustrinum zijn pas in 2016 voor het eerst wetenschappelijk beschreven. 

## Taxonomie
Geslacht Theloderma
- Soort Theloderma albopunctatum
- Soort Theloderma andersoni
- Soort Theloderma annae
- Soort Theloderma asperum
- Soort Theloderma baibengense
- Soort Theloderma bicolor
- Soort Theloderma corticale
- Soort Theloderma gordoni
- Soort Theloderma horridum
- Soort Theloderma kwangsiense
- Soort Theloderma lacustrinum
- Soort Theloderma laeve
- Soort Theloderma lateriticum
- Soort Theloderma leporosum
- Soort Theloderma licin
- Soort Theloderma moloch
- Soort Theloderma nagalandense
- Soort Theloderma nebulosum
- Soort Theloderma palliatum
- Soort Theloderma petilum
- Soort Theloderma phrynoderma
- Soort Theloderma rhododiscus
- Soort Theloderma ryabovi
- Soort Theloderma stellatum
- Soort Theloderma truongsonense
- Soort Theloderma vietnamense

Beddomixalus · 
Chiromantis · 
Feihyla · 
Ghatixalus · 
Gracixalus · 
Kurixalus · 
Liuixalus · 
Mercurana · 
Nasutixalus · 
Nyctixalus · 
Philautus · 
Polypedates · 
Pseudophilautus · 
Raorchestes · 
Rhacophorus · 
Taruga · 
Theloderma